# Becerril de Campos
Becerril de Campos là một đô thị tỉnh Palencia, Castile và León, Tây Ban Nha. Theo thống kê năm 2004 (INE), đô thị này có dân số là 1.028 người.